# Göksöğüt, Şarkikaraağaç
Göksöğüt là một thị trấn thuộc huyện Şarkikaraağaç, tỉnh Isparta, Thổ Nhĩ Kỳ. Dân số thời điểm năm 2011 là 1.35 người.